# رؤوس‌الجبال
رؤوس الجبال به معنای (قله‌های کوه‌ها)، به نقطه‌ای از بلندترین قله‌های رشته‌کوه حجر که در شبه جزیره مسندم واقع شده‌است گفته می‌شود.
وجه تسمیه منطقهٔ (رؤوس الجبال) از آنجاست که این منطقه در بلندترین نقطه قلهٔ کوه واقع شده‌است، و مفرد آن (رأس الجبل) است.
رؤوس الجبال در «خط‌الرأس» اصلی رشته‌کوه حجر و در شمال «استان مُسَندَم» (عمان)، با ارتفاع ۲۳۰۰ متر از سطح دریا واقع شده و به «رأس مسندم» معروف است. در بعضی نقات ارتفاع قلهٔ (رؤوس الجبال) به ۲۵۰۰ تا ۲۷۰۰ متر نیز رسیده‌است، اما این ارتفاعات از چندین متر بیش تجاوز نکرده‌است.

## خط الرأس
خط الرأس این کوه، در جهت شمال غربی - جنوب شرقی است و قسمتی از مرز طبیعی کشور امارات متحده عربی را دربر گرفته‌است.
(رؤوس الجبال) از جهت جنوب شرقی به وسیله گردنه جبل حارم به قله کوه حجر، و از جهت شمال غربی به دو قسمت شمالی و غربی تقسیم می‌شود. یال شمالی آن به وسیله قله جبل حارم، به قله کوه مدحاء، و یال غربی آن به وسیله گردنه زغی، به قلهٔ کوه خور نجد متصل است. راه رؤوس الجبال کوهستانی به‌وسیلهٔٔ خودرو جیپ را می‌شود طی نمود، این راه سخت‌گذر و پر شیب و فراز است. البته چند راه مالرو نیز وجود دارد که مردم کوه‌نشین از این راه‌ها به‌وسیلهٔٔ شتر آن را طی می‌نمایند.
در حدود ۳۵ در صد مساحت منطقهٔ (رؤوس الجبال) از توابع سلطنت عمان است، اما، مابقیه از توابع امارات متحده عربی، وبالتحدید در امارات رأس الخیمه واقع شده‌است.
قسمت شمالی منطقهٔ «رؤوس الجبال» که در قسمت شمالی مسندم که بنام رأس مسندم معروف است بر فراز آبراه مهم تنگه هرمز قرار دارد.

## مسیر صعود
راه صعود به قلهٔ (رؤوس الجبال) از مسیرهای زیر است:
- از جانب امارات جبههٔ غربی: از طریق کوه جیص، و الجیر و شعم و رمس.
- از جانب عمان جبههٔ شمالی: از طریق خور نجد (جبل حارم)، وادی شارقه، دره و رودخانه فصلی بخاء و زغی.

ولی در بادیء الأمر می‌باید از مرز حدودی امارات و از امارت رأس الخیمه و تحدیداً از شهر رمس عبور نمود و وارد خاک مسندم شد.
چون نوار باریکی از خاک امارات، بین مسندم و روستای رمس وجود دارد که استان مسندم از خاک عمان جدا کرده‌است.
== ساکنان رؤوس الجبال چهار قبیله مشهور قبیلهٔ بزرگ و مشهور ساکنان أصلی منطقهٔ (رؤوس الجبال) را تشکیل می‌هند:
- قبیلهٔ شحوح که شکل مفرد نام ایشان «شِحِی» است. مردم این قبیله عادات و سنن ویژه خاصی دارند.

قبیله ظهوریین که شکل مفرد ان ظهوری است که آداب وسنن نزدیک به قبیله شحوح دارند و وفن ندبه متفاوتی با قبیله شحوح دارند که با کلمه ظهور شروع می‌شود
- قبیلهٔ الحبوس، و مفرد آن «حبسی» گویند. یکی از قبایل مشهوری است که از دوران بسیار دور در کوه‌های رأس الخیمه ساکن شده‌اند. این قبیله جنب در جنب و در جوار قبیلهٔ شحوح در منطقهٔ رؤوس الجبال ساکن هستند، وتا آنجائیکه در تمام آداب و رسوم و عادات و تقالید، مَأکل ومَلبس، و همچنین در لهجه با قبیله شحوح هم‌سان هستند، اما آن‌ها معتقدند که قبیلهٔ (الحبوس) قبیلهٔ منعزل از قبیلهٔ شحوح می‌باشد.

و قبیله کوچکی دیگر وجود دارد به نام بنی شمیلی که تحت تأثیر آداب رسوم قبیله شحوح است و ساکن کشور امارات هستند
عشایر و تیره‌های مختلف از این چهار قبیله قبیلهٔ الشحوح و ظهوریین و الحبوس و بنی شمیلی متفرع شده‌اند که در سراسر منطقهٔ (رؤوس الجبال) و همچنین در پایهٔ رشتهٔ کوه حجر ساکن هستند. منطقهٔ رؤوس الجبال صدها روستاهای کوهستانی در بر می‌گیرد، و بیش از ۸۰ دهستان بزرگ و کوچک در رؤوس الجبال و در پایهٔ رشته‌کوه حجر واقع شده‌است.

## روستاها ودهستان‌های رؤوس الجبال
روستاها ودهستان‌های رؤوس الجبال عبارتند از:
أبو جیر، أبو راشد، أم الفیارین، اشکله، أسلمت، الصفارد،
الوعب، الخَمد، الفراید، المدره، تیبات، الجادی، الجری، الحل الشرقیة، الحل الغربیة، الدارة، السل صطام، الشرجه، عرقبات، غمضه، فوفله، فظعا، لو، المعیقل، الیوسفیة، بانه
بادره، بدی، بلیت، بسانات، بیبره، بعنین، بیاض، بین جوارین، جادی (یادی)، جری، جزم، جوار، جامعة، جصة، جیر (قیر)، حاسر، حالة، حراقة، حل الشرقی، حل الغربی، حفا، حدبة، حرامل، حرف، حرف القبی، حرف بنی زیدی، حظری، حوکین، حکل، حوره، حفل، حل، حلق الوادی، حیر، حیل، خرف، خطم، خطم البیت،
خرطوم البیح، خمد، خور معله، خطم أسلمت، فضغة،
قانة، قبة، قدقد، قدا، قرن البیاض، قسده، قلاع، قوعت عن، قیشة، عقبة، عقبات، عقیبة، عقبة البیضاء، عقب المسکر، عقب الصخام،
عزم، عینی، غاصه، غب علی، غشب، غرغور، غمضه، غلیلة، غرم، داره، دعنه، درع، دردور، دیرحی، دینی، دیفان.